# Selbstbedienung
Bei Selbstbedienung (kurz SB) wird eine sonst als Dienstleistung durch Personal ausgeführte Bedienung ganz oder teilweise vom Kunden selbst ausgeführt. Dabei kommen auch Automaten zum Einsatz. Der Übergang der Selbstbedienung, der im Einzelhandel die früher übliche Bedienungstheke weitgehend verdrängt hat, dient unter anderem der Kostenreduktion, Zeitersparnis oder besseren Verfügbarkeit. Der Begriff ist auch für Bereiche gebräuchlich, in denen nie eine Bedienung durch Personal stattgefunden hat. 

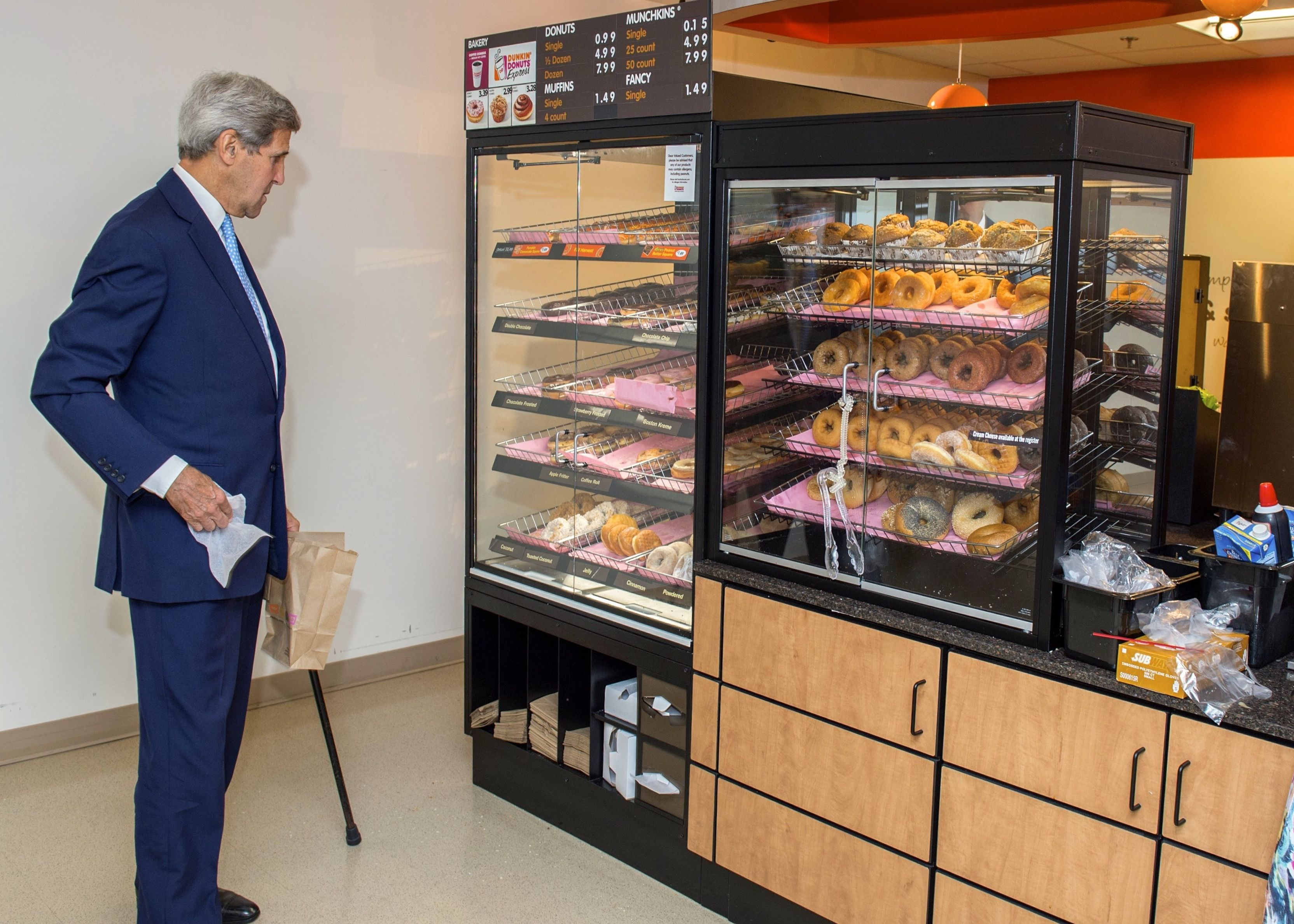
US-Politiker John Kerry mit einer Tüte und einem Blatt Lebensmittelpapier vor einer Vitrine mit Donuts (2015)

## Beispiele
- im Supermarkt wählt ein Kunde die Waren in Selbstbedienung und zahlt zum Abschluss des Einkaufes an der Kasse. Selbstbedienungskassen (engl.: SelfCheckout System) können die in Selbstbedienung zusammengetragenen Waren ohne Personal erfassen und abrechnen.
- im Selbstbedienungsrestaurant werden die Speisen und Getränke von Kunden selbst zusammengestellt und an einem zentralen Kassenbereich bezahlt.
- Ähnlich kann das Automatenrestaurant Kaffee, Esswaren u. Ä. mittels Verkaufsautomaten ausgeben.
- Geldautomaten, Verkaufsautomaten, Kiosk-Systeme oder Infoterminals dienen dazu, Finanztransaktionen durchzuführen, Bargeld aus- und einzuzahlen, Eintrittskarten oder Briefmarken auszugeben oder auch Informationen wie Kontobewegungen oder Lagepläne anzuzeigen oder auszudrucken.
- in Tankstellen in vielen industrialisierten Ländern betankt der Fahrzeugführer das Fahrzeug selbst und zahlt anschließend beim Verkäufer; dies ersetzt den früher üblichen Tankwart
- Automatenhotel/Hotel ohne Personal

## Galerie

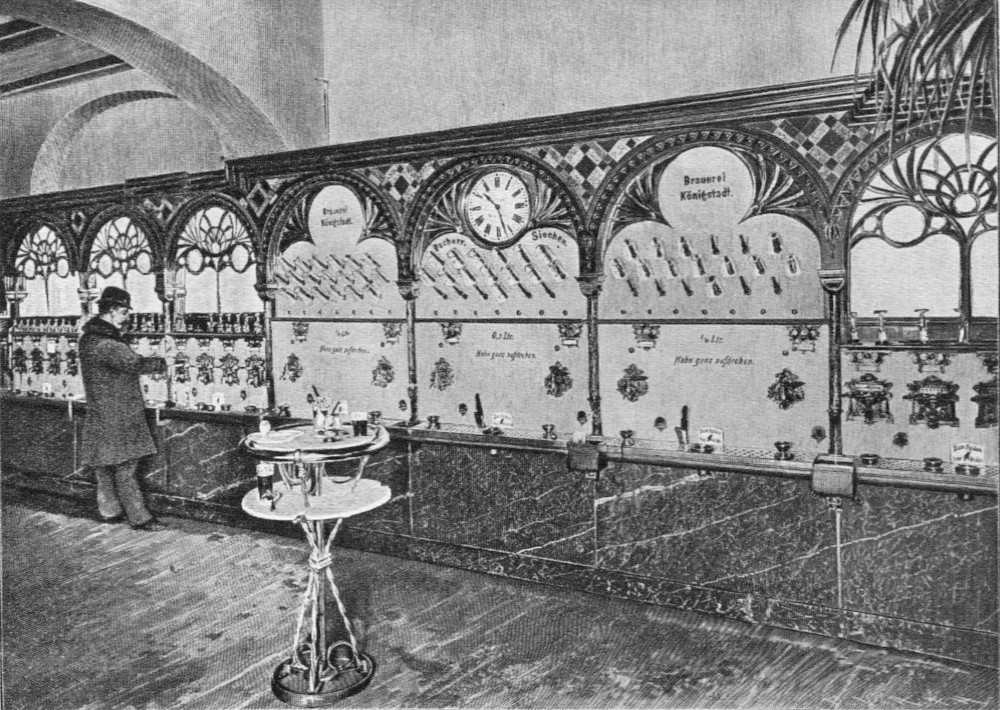
Stollwerck-Automatenrestaurant in Berlin von 1896
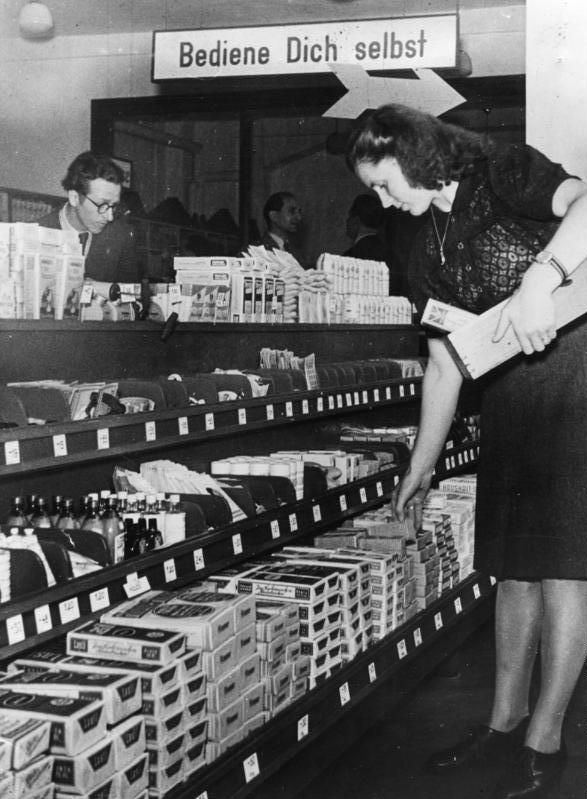
Selbstbedienung in Augsburg im Jahr 1949 (Lebensmittelhandelskette BMA)
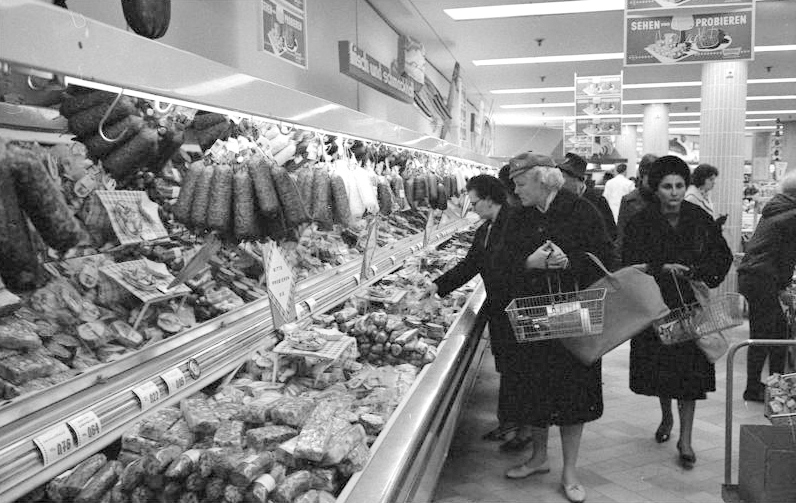
Selbstbedienung in einem Bonner Warenhaus, 1962

## Historische Literatur
- Hans-Viktor Schulz-Klingauf: Selbstbedienug – der neue Weg zum Kunden. 1960.